# Marcus Mojo
Marcus Mojo (1986– ) amerikai pornószínész és modell, biszexuális beállítottságú, aki meleg és heteroszexuális pornófilmekben szerepel.

## Karrier és magánélete
2009-ben, kizárólagos szerződést kötött a Jet Set Men stúdióval, előtte pedig olyan stúdióknak dolgozott, mint a Next Door Buddies, Falcon Studios és a Suite 703.
Néha a Landon Mycles nevet használja a Marcus Mojo mellett, saját honlappal rendelkezik ami a pornó karrierje részeként kizárólagos szerződést kötött a honlapra Next Door Entertainment-el. 2011-ben, Mojo két jelölést kapott a Grabby Award-on, a "legforróbb passzív" és a "legjobb Website" amit az utóbbit megnyerte.
2013 novemberében Mojo bejelentette, hogy ő és barátnője első közös gyermeküket várják.
2014 októberében Mojo bejelentette, hogy szétváltak a barátnőjével, és visszatér a meleg pornó világába dolgozni a Can-Am Productions-hoz korlátozott ideig.
2015 júniusban a Boys-Smoking.com-ot, újraindította és kiadott egy új Mojo jelenetet Dylan Knight-al.

## Díjak és jelölések
- 2011 Grabby Award győztes - Legjobb Weboldal[6]
- 2011 Grabby Award jelölés - Legforróbb Passzív[7]
- 2011 Trendy Award győztes - Legszebb Szemű[8]
- 2011 Trendy Award jelölés - Legtrendibb újonc[forrás?]
- 2012 Cybersocket Awards jelölés - Legjobb Pornósztár[9]
- 2012 Cybersocket Awards jelölés - Legjobb Amatőr Webkamera[9]
- 2012 Cybersocket Awards jelölés - Legjobb Mobile weboldal[9]
- 2012 XBIZ Award jelölés - Az év meleg előadója[9]